# Pisa (incrociatore)
Il Pisa è stato un incrociatore corazzato della Regia Marina.

## Storia

### La guerra italo-turca
Costato 19.138.802 lire, il Pisa fu iscritto nei Quadri del Naviglio Militare con Regio Decreto dell'8 settembre 1907. Sebbene si trattasse, al momento della progettazione, di una buona unità, il Pisa entrò in servizio quando l'introduzione della Dreadnought e dell'incrociatore da battaglia lo aveva ormai reso superato. L'unica differenza rilevante tra il Pisa ed il gemello Amalfi era costituita dall'apparato motore: mentre quello del Pisa era una sostanziale replica di quello della corazzata Vittorio Emanuele, quello dell’Amalfi riproduceva quello della corazzata Regina Elena.

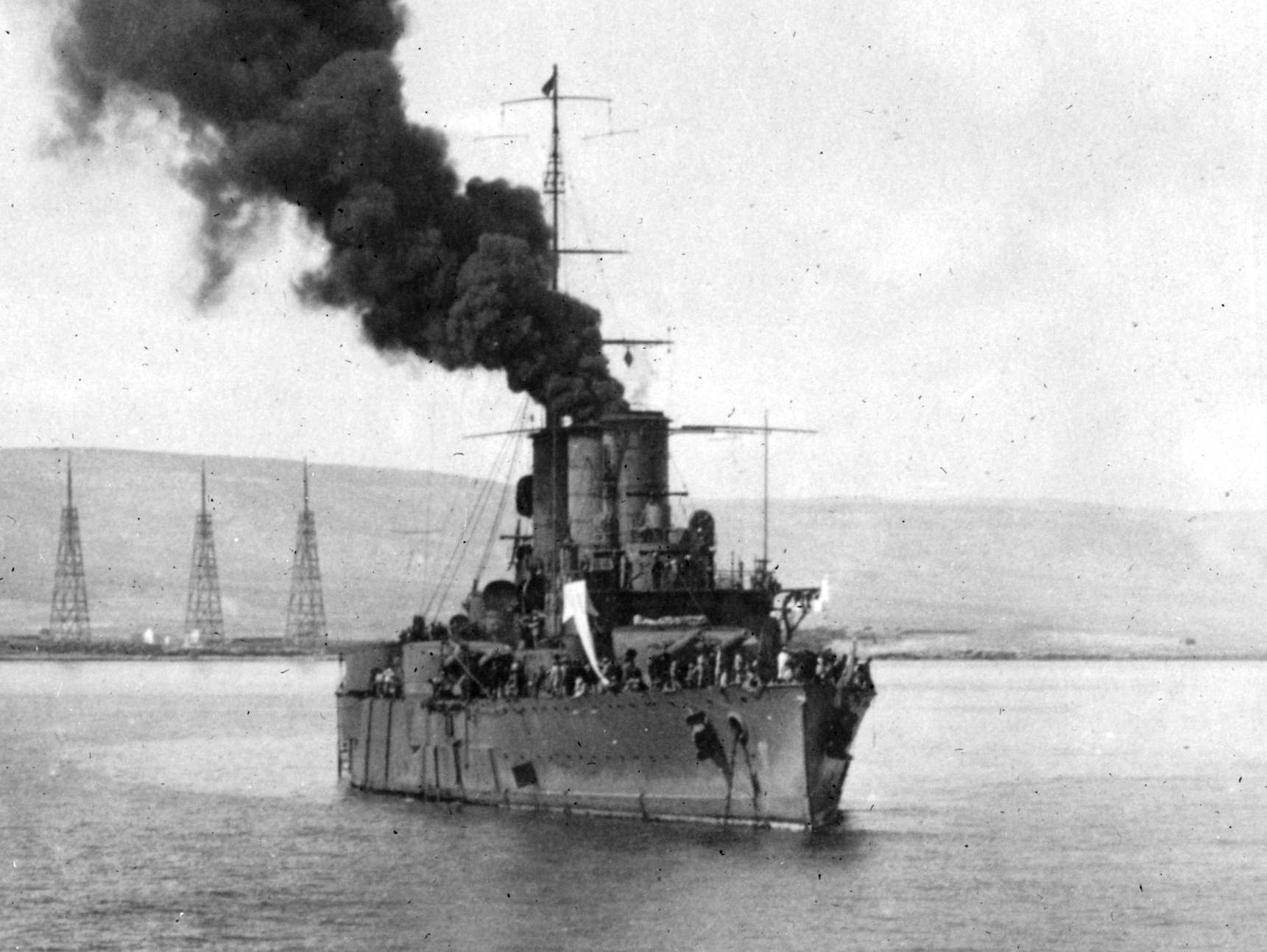
Il Pisa fotografato a Derna tra il 1910 ed il 1915

La nave conobbe il suo primo impiego bellico nel corso della guerra italo-turca: operò nei Dardanelli, in Cirenaica, in Tripolitania e nel Mar Egeo.
Il 24 settembre 1911, pochi giorni prima dello scoppio della guerra, il Pisa venne inquadrato in una squadra navale (corazzate Roma e Napoli, incrociatori corazzati Giuseppe Garibaldi, Amalfi, Francesco Ferruccio e Varese, due squadriglie di cacciatorpediniere); dopo una tappa a Malta per rifornirsi di carbone, il 29 settembre, la formazione fu inviata a bloccare il porto di Tripoli.
Il 2 ottobre il compito di mantenere il blocco navale fu assunto da un'altra squadra navale.
L'indomani Pisa, Amalfi, Vittorio Emanuele, Napoli e Roma, oltre all'incrociatore torpediniere Agordat, bombardarono Tobruk costringendo la città alla resa (il 4 ottobre Tobruk fu occupata da 400 marinai).
Pisa, Amalfi, Napoli ed alcune unità aggiuntesi (l'incrociatore corazzato San Marco, tre cacciatorpediniere e due torpediniere) furono inviate a Derna insieme a numerosi trasporti, e, il 15 ottobre, giunti nelle acque della città, ne imposero la resa; ottenuta risposta negativa, il Pisa bombardò le caserme e le fortificazioni, dopo di che, non essendoci reazione, fu inviata una scialuppa per chiedere nuovamente la resa: quando tuttavia l'imbarcazione fu fatta bersaglio del tiro di fucileria, gli incrociatori aprirono il fuoco con i pezzi da 190 mm, distruggendo la città nel giro di mezz'ora. Alle due del pomeriggio un primo tentativo di sbarco risultò impossibile a causa del tiro di fucileria; il bombardamento proseguì sino alle quattro del pomeriggio stesso. Causa tuttavia il maltempo, fu solo il 18 che 1500 soldati poterono essere sbarcati e Derna poté essere occupata.

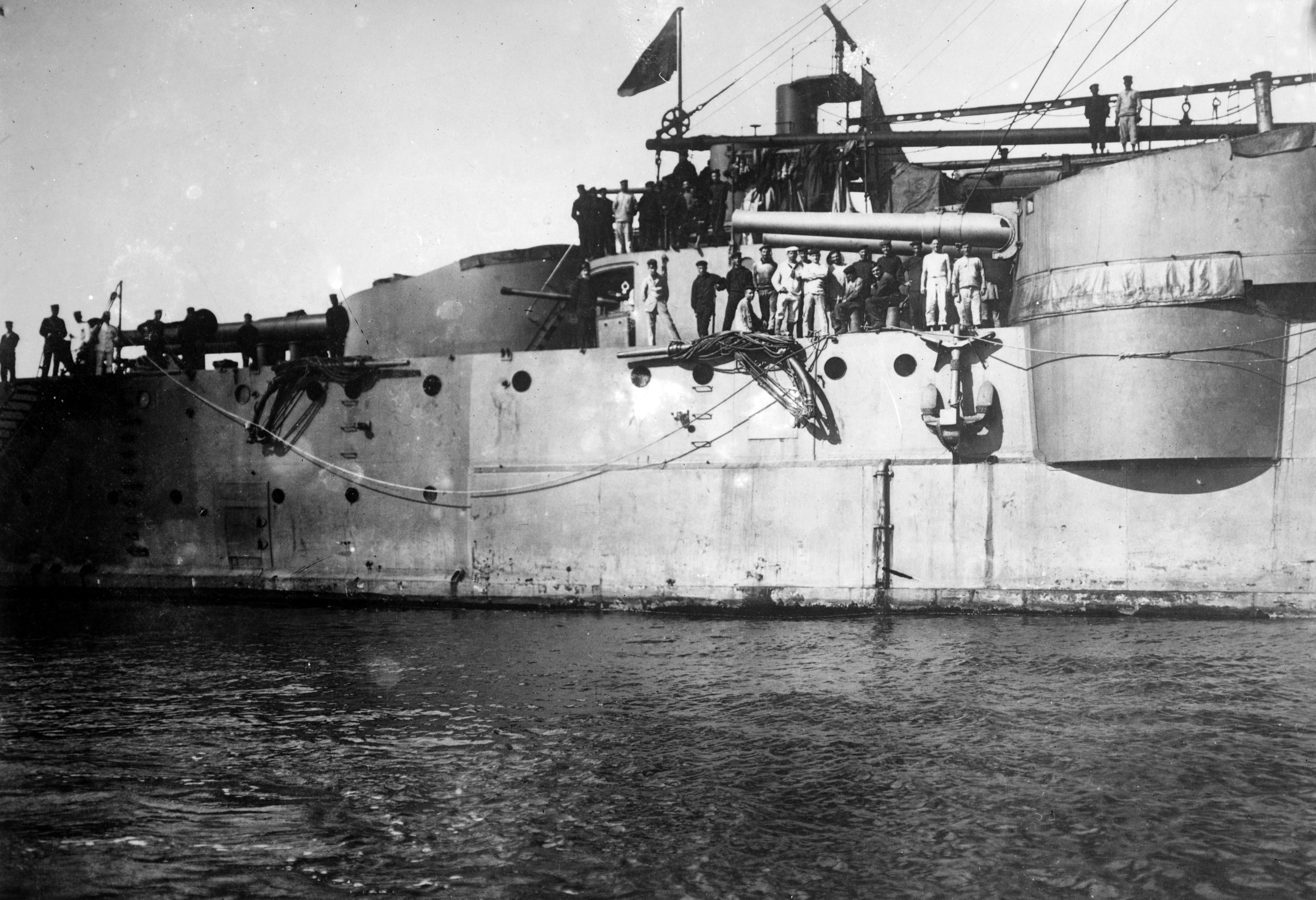
Dettaglio della zona poppiera del Pisa, sono visibili la torre poppiera da 254/45 V. Mod. 1906 (sinistra) ed una delle batterie secondarie da 190/45 mm. La foto è stata scattata a Tripoli, verosimilmente durante la guerra italo-turca.

Assegnato poi alla I Divisione navale (corazzate Vittorio Emanuele, Roma e Napoli, incrociatori corazzati Amalfi, San Marco e Vettor Pisani), il Pisa lasciò Taranto il 13 aprile 1912 diretto a Tripoli, ma la squadra fu poi dirottata nell'Egeo, per bombardare la costa turca. Il 17 aprile la I Divisione si unì a Stampalia alla II (corazzate Regina Margherita, Benedetto Brin, Emanuele Filiberto ed Ammiraglio di Saint Bon, incrociatori corazzati Giuseppe Garibaldi, Francesco Ferruccio e Varese) ed alle 6.30 la flotta italiana, con Pisa ed Amalfi in avanguardia, si portò davanti ai Dardanelli per attirarvi fuori la flotta turca. Mentre la formazione si avvicinava allo stretto, le batterie costiere (4 batterie munite di 18 cannoni Krupp con calibri dai 200 ai 280 mm) aprirono il fuoco contro di essa, provocandone la reazione: lo scambio di tiri d'artiglieria, da 8.000 metri di distanza, proseguì per circa due ore. Quando il 19 aprile la formazione italiana lasciò le acque dei Dardanelli per rientrare in Italia, il Pisa, l’Amalfi e varie unità minori rimasero sul posto con il compito di tagliare i cavi telegrafici e distruggere le relative stazioni. Quel giorno stesso, infatti, i due incrociatori, insieme al Ferruccio, alla Brin, alla Filiberto, alla Saint Bon ed alla Regina Margherita, bombardarono le stazioni telegrafiche di Cesme, Aladiez, Kelemmisch e Cividera.
Il 28 aprile 1912 una compagnia da sbarco formata da 250 uomini del Pisa e dell’Amalfi procedette all'occupazione dell'isola di Stampalia. In maggio il Pisa prese parte anche all'occupazione di un'altra isola del Dodecaneso, Calino.

### La prima guerra mondiale
Il 24 maggio 1915, data dell'ingresso dell'Italia nella prima guerra mondiale, il Pisa aveva base a Taranto. Comandava la nave il capitano di vascello Notarbartolo.
Il 28 giugno il Pisa, l’Amalfi, il San Giorgio (altro incrociatore corazzato) ed il San Marco furono inviati a Venezia, dove ebbero la loro nuova dislocazione, per poter meglio contrastare eventuali attacchi da parte di unità austroungariche contro le coste dell'Alto Adriatico.

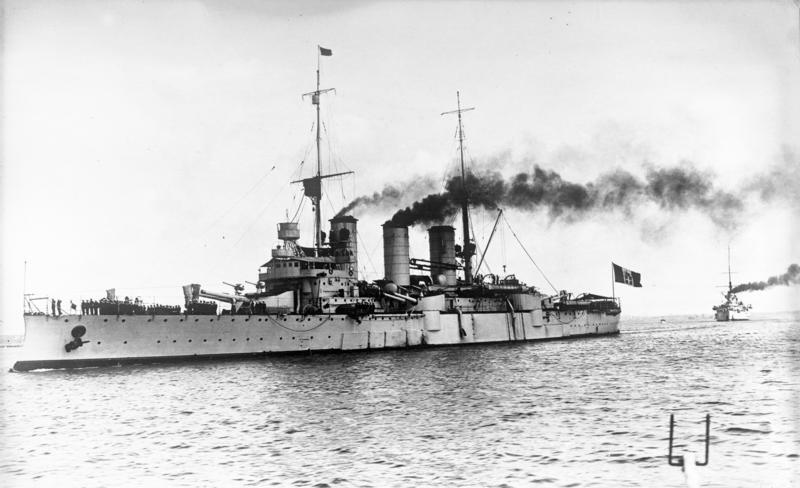
Il Pisa nel 1932, dopo i lavori di modifica. Si noti l'aggiunta dell'albero prodiero.

Durante il conflitto l'incrociatore ebbe scarso utilizzo e trascorse la maggior parte del suo tempo in porto; questa decisione, oltre che dalle scarse possibilità di utilizzo di una nave di tali dimensioni, derivava anche dal timore degli U-Boot: la prima grande nave italiana ad andare perduta per opera dei sommergibili austrotedeschi era stata proprio l'unità gemella del Pisa, l’Amalfi, silurato nell'Alto Adriatico il 7 luglio 1915.
Successivamente la IV Divisione (Pisa, San Giorgio e San Marco) fu dislocata a Valona, e nel maggio 1916 a Brindisi. La nave operò principalmente nell'Adriatico meridionale ed in Mar Ionio.
Il 2 ottobre 1918, alle sette del mattino, Pisa, San Giorgio e San Marco salparono da Brindisi ed alle 12.10 dello stesso giorno aprirono il fuoco, dalla distanza di 12.200 metri, contro la base navale austro-ungarica di Durazzo. Il bombardamento si protrasse sino alle 12.55. In seguito a tale azione venne affondato il piroscafo Stambul e furono lievemente danneggiati il cacciatorpediniere Scharfschutze ed al piroscafo Graz. Le installazioni a terra ricevettero danni modesti, mentre notevole fu l'effetto morale dell'attacco, che provocò la fuga dei lavoranti, fatto che complicò e rallentò le operazioni di imbarco delle truppe austriache in ritirata.
Il 6 novembre 1918 Pisa, San Giorgio e San Marco furono inviati a Pola per rafforzare le unità già là dislocate per l'occupazione della città.
Nel 1921 l'ormai vecchio Pisa fu riclassificato corazzata costiera e subì dei lavori di modifica, durante i quali, tra l'altro, fu aggiunto un albero anche a prua (prima ve n'era uno solo, a poppa). Espletò servizio di squadra.
Tra il 1925 ed il 1930 l'unità fu adibita al ruolo di nave scuola per le campagne d'addestramento dell'Accademia Navale di Livorno. Dal 10 giugno 1925 fu comandato dal capitano di vascello Giulio Valli fino al 1º novembre dello stesso anno.
Negli ultimi anni fu convertita in nave caserma.
Radiato nel 1937, il Pisa venne avviato alla demolizione.